# Drummond Castle (Schiff)
Die Drummond Castle war ein 1881 in Dienst gestelltes Passagierschiff der britischen Reederei Castle Mail Packet Company Ltd., das für den Transatlantikverkehr gebaut wurde und Passagiere, Fracht und Post von England nach Südafrika brachte. Am 16. Juni 1896 sank die Drummond Castle vor der französischen Atlantikinsel Ouessant nach der Kollision mit einem Felsen. 243 der 246 Menschen an Bord kamen ums Leben.

## Das Schiff
Die Drummond Castle wurde 1881 auf der schottischen Werft John Elder & Company am Fluss Clyde gebaut und lief dort am 27. Februar 1881 vom Stapel. Sie stand im Dienst der Castle Mail Packet Company Ltd., einer 1876 gegründeten britischen Dampfschifffahrtsgesellschaft, die sich auf den Passagierverkehr nach Indien und Südafrika spezialisiert hatte und 1900 durch Fusion mit der 1857 gegründeten Union Steamship Company Ltd. die Union-Castle Line formte.
Das 3.706 BRT große eiserne Dampfschiff war 111,3 Meter lang, 13,3 Meter breit und hatte einen maximalen Tiefgang von 9,5 Metern. Die Passagierunterkünfte waren für 100 Gäste der Ersten, 120 der Zweiten und 160 der Dritten Klasse ausgelegt. Die Drummond Castle wurde nach dem gleichnamigen Schloss aus dem 15. Jahrhundert in der schottischen Stadt Crieff benannt. Das Schiff bediente die Route London–Kapstadt. Sie hatte ein Schwesterschiff, die 1880 in Dienst gestellte Garth Castle (I) (3.537 BRT).

## Untergang
Am Donnerstag, dem 28. Mai 1896 verließ die Drummond Castle Kapstadt Richtung England mit 143 Passagieren und 103 Besatzungsmitgliedern. Das Kommando hatte Kapitän William W. Pierce, der seit 33 Jahren bei der Reederei war, seit 27 Jahren sein Kapitänspatent besaß und bereits sieben andere Schiffe geführt hatte. Es war seine erste Fahrt als Kapitän der Drummond Castle. Das Schiff machte einen Zwischenhalt in Las Palmas de Gran Canaria am 12. Juni, wo an Bord eine Rettungsübung stattfand, und setzte dann seine Reise fort. Als die Drummond Castle Kap Finisterre an der Nordwestküste Spaniens erreichte, wurden die Ausguckposten verdoppelt.
In der Nacht des 16. Juni befand sich das Schiff schon fast im Ärmelkanal, als es vor der französischen Insel Ouessant in eine Nebelbank geriet, in der es durch die fehlende Orientierung etwa fünf Meilen vom Kurs abkam. Dazu kam heftiger Regenfall. Die Drummond Castle gelangte in seichte Gewässer, wo sie kurz vor 23 Uhr bei voller Fahrt auf das Felsenriff Pierres Vertes prallte. Der Chefingenieur ließ den Dampf aus den Kesseln ab, um eine Explosion zu vermeiden.
Kapitän Pierce glaubte gestrandet zu sein und ließ die Rettungsboote zum Fieren vorbereiten. Die Drummond Castle war aber nach dem Zusammenstoß mit den Felsen wieder ins offene Wasser gedriftet und so schwer beschädigt, dass sie mit dem Bug voran zu sinken begann. Sie bekam eine schwere Schlagseite nach Steuerbord und kenterte nur vier Minuten nach der Kollision. In der kurzen Zeit konnte keines der Boote zu Wasser gelassen werden. Viele Passagiere hatten es gar nicht erst an Deck geschafft und ertranken in ihren Kabinen. Diejenigen, die sich doch auf dem Bootsdeck befanden, wurden in die See gespült. Nur drei der 246 Menschen an Bord überlebten das Unglück. Der Passagier Charles Marquardt und die Besatzungsmitglieder Charles Wood und William Godbolt klammerten sich zusammen an ein Wrackteil, bis sie am Nachmittag des folgenden Tages von einem Fischkutter aus Molène gefunden wurden.
Die einheimischen Fischer halfen bei der Bergung der Leichen, von denen viele nur in Nachtgewändern oder nackt an Land gespült wurden. Die meisten gefundenen Todesopfer wurden an der französischen Küste beigesetzt. Mehrere Stunden nach dem Untergang fand ein bretonisches Fischerboot den Leichnam des dreijährigen britischen Mädchens Alice Reid. Sie wurde in einem Landhaus auf Ouessant in einer traditionellen bretonischen Tracht aufgebahrt. Der französische Maler Charles Cottet hielt die Szene fest. Das Bild mit dem Titel Gens d'Ouessant veillant un enfant mort hängt heute im Petit Palais in Paris.
1929 fand ein italienisches Bergungsunternehmen, das eigentlich auf der Suche nach der 1922 gesunkenen Egypt war, das Wrack. Sie berichteten von einem großen Loch, das vom Kiel bis zur Wasserlinie reichte.